# Пати
Па̀ти (на италиански и на сицилиански: Patti) е град и община в Южна Италия, провинция Месина, автономен регион и остров Сицилия. Разположен е на 157 m надморска височина. Населението на общината е 13 421 души (към 2012 г.).